# Joséphine Hundt
Joséphine Hundt, née de Medeiros, est une éducatrice et une femme politique togolaise. En 1961, après son élection à l'Assemblée nationale, elle devient la première femme députée du Togo,.

## Biographie

### Enfance et formations
Joséphine de Medeiros Hundt est enseignante,.

## Politique
Joséphine Hundt est choisie comme candidate du Parti de l'unité togolaise (PUT) pour les élections parlementaires de 1961. Le PUT étant le seul parti en lice, elle est élue à l'Assemblée nationale, dont elle devient la première femme membre. Elle n'est pas réélue en 1963,,.
À l'occasion de la journée internationale des droits des femmes 2018, le ministère de l’Action sociale et de la Promotion de la femme et de l’Alphabétisation a rendu hommage à plusieurs pionnières togolaises, dont Joséphine Hundt, qui a reçu à titre posthume cette distinction,.

## Vie privée
Joséphine Hundt est mère de cinq enfants : Josita, Marie Estelle, Philippa, Berthine Colette et Sylvia Adjoa.